# Joan Manresa i Martorell
Joan Manresa i Martorell (Felanitx, 1942) és un poeta mallorquí que es va fer conèixer el 1964 amb el Premi Ciutat de Palma-Joan Alcover de Poesia en Català pel recull Un, altres vegades, inèdit fins a l'any 1999. Guardonat amb diferents premis, ha portat el català a diverses parts del món participant en recitals i espectacles poètics. Com a divulgador ha conduït programes de ràdio dedicats a la música de la Mediterrànea, ha escrit llibres sobre la Nova Cançó i s'ha interessat, mitjançant publicacions i conferències, per l'Orient Pròxim. Des del 2013 és membre del jurat del Premio Internacional de Poesía Gilberto Owen Estrada (Mèxic).

## Obra

### Poesia

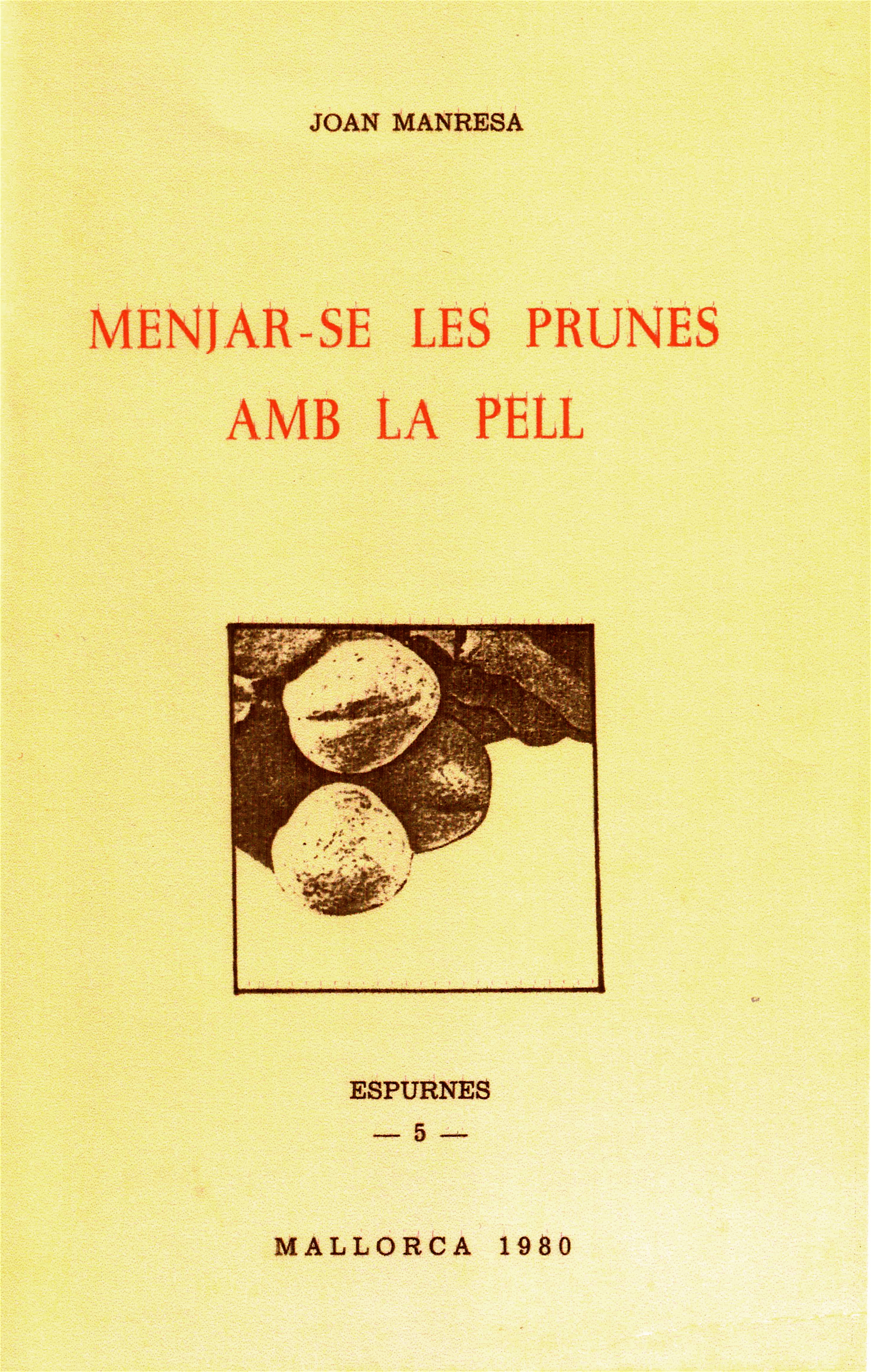
Portada de Menjar-se les prunes amb la pell, de Joan Manresa

- Un, algunes vegades. Premi Joan Alcover dels Ciutat de Palma 1964. Amb il·lustracions d'Andreu Terrades. El Tall Editorial (Palma, 1999). ISBN 84-87685-80-3
- Res no hauré fet. Premi Andreu Roig a la I Festa de les Lletres, Campos, 1971. Editorial Ramon Llull (Felanitx, 1972). Dipòsit Legal PM 85-1972.
- «i» (7 poemes). Setmanari Felanitx, números 1846, 1851 i 1853 (Felanitx, 1973). Edició aglutinada: Palma, 1973. Dipòsit Legal PM 789-1973
- Una creu en blanc, una cara buida i el cos cansat de dinou anys. Obra guanyadora amb el Premi Ciutat de Manacor 1975 de Poesia. Ed. J. Mascaró Pasarius (Palma, 1976).
- Menjar-se les prunes amb la pell. Gràfiques Miramar (Palma, 1980).
- L'ombra blava de les figueres. Amb dibuixos d'Andreu Maimó. Bilingüe, amb versió anglesa d'Anna Crowe. Editorial Can Vent (Palma, 2015 i 2019) Dipòsit Legal PM 1.222-2015[6]

### Diversos
- Primer banyador blau marí. Premi Ciutat de Manacor de Narració 1972. Editorial Cort (Palma, 1973). ISBN 84-85049-30-6
- 25 anys de Nova Cançó a Mallorca. Jorvich / A (Palma, 1987)
- Maria del mar Bonet. Editorial La Magrana (1994). ISBN 978-84-7410-770-8
- Runes i la gent. Viatge per Jordània, Síria i Líban. Editorial Moll (1997) ISBN 978-84-273-1032-2